# Vicia johannis
Vicia johannis là một loài thực vật có hoa trong họ Đậu. Loài này được Tamamsch. miêu tả khoa học đầu tiên.